# Martin City (Montana)
Martin City es un lugar designado por el censo ubicado en el condado de Flathead en el estado estadounidense de Montana. En el Censo de 2010 tenía una población de 500 habitantes y una densidad poblacional de 110,44 personas por km².

## Geografía
Martin City se encuentra ubicado en las coordenadas 48°23′36″N 114°1′50″O / 48.39333, -114.03056. Según la Oficina del Censo de los Estados Unidos, Martin City tiene una superficie total de 4.53 km², de la cual 4.48 km² corresponden a tierra firme y (1.14%) 0.05 km² es agua.

## Demografía
Según el censo de 2010, había 500 personas residiendo en Martin City. La densidad de población era de 110,44 hab./km². De los 500 habitantes, Martin City estaba compuesto por el 95.8% blancos, el 0% eran afroamericanos, el 3.6% eran amerindios, el 0% eran asiáticos, el 0% eran isleños del Pacífico, el 0% eran de otras razas y el 0.6% pertenecían a dos o más razas. Del total de la población el 0% eran hispanos o latinos de cualquier raza.